# Аккембецька затока
Аккембе́цька зато́ка — мілководна затока Будацького лиману. Назва походить від старої назви села Біленьке — Аккембет (тур. Ak Kembet — Біла гробниця, завдяки розташованому поблизу села Аккембецькому кургану).
Для затоки характерна понижена солоність, яка не перевищує 13 ‰, що обумовлено артезіанськими стоками і підземними водами. Для затоки характерна висока трофність завдяки присутності високої концентрації мінеральних і органічних форм азоту.
На узбережжі затоки, в с. Біленькому, в 70-80-х роках був розташований рибозавод, який спеціалізувався на розведені чорноморської кефалі, а також інших видів риб, таких як глось, короп, карась, бички, тиляпії, а також лососевих (пструг).